# Dragan Stojković
Dragan Stojković - em sérvio, Драган Стојковић (Nis, 3 de março de 1965) é um técnico e ex-futebolista sérvio que atuava como meio-campista. Atualmente treina a Seleção Sérvia de Futebol

## Carreira como jogador

### Início
Começou em 1981, aos 16 anos, no Radnički Nis. Passou a ser disputado por vários clubes da antiga Iugoslávia no verão de 1986, até que se transferiu ao Estrela Vermelha, da capital Belgrado, onde jogaria até 1990, marcando 48 gols em 120 partidas.

### Olympique de Marselha
Transferiu-se ao Olympique de Marselha, reencontrando os colegas de Estrela na final da Copa dos Campeões da UEFA de 1991, já tendo conquistado no clube dois Campeonatos Franceses. Entrou como substituto no meio do jogo ordenado a cobrar um pênalti, mas recusou-se a fazê-lo contra seu ex-clube. O Olympique perderia a final e Stojković foi em seguida mandado por empréstimo ao Hellas Verona, da Itália, retornando à França na temporada posterior.
Redimiu-se no Olympique ao participar, em 1993, da conquista de mais um campeonato francês e finalmente de um título na Copa dos Campeões. O título francês, entretanto, terminaria anulado com a descoberta de uma rede de manipulações a favor da equipe, que foi punida com rebaixamento à segunda divisão. O título europeu não foi retirado, mas os franceses tiveram de dar seu lugar no Mundial Interclubes ao vice-campeão da Copa dos Campeões, o Milan. Stojković resolveu então, em 1994, jogar no Japão, pelo Nagoya Grampus, que à época contava com o astro inglês Gary Lineker e era comandado pelo francês Arsène Wenger, histórico treinador do Arsenal, da Inglaterra. Ficou por lá até 2001, quando encerrou a carreira.

### Seleção Iugoslava
Pela Seleção Iugoslava, participou da Eurocopa de 1984, da conquistada do bronze nas Olimpíadas do mesmo ano, além das Copas do Mundo de 1990 e 1998. Na Copa de 90, marcou os dois gols na vitória sobre a Espanha, nas oitavas-de-final, mas foi um dos que erraram na disputa por pênaltis contra a Argentina, nas quartas, quando a equipe foi eliminada.
Em 1998, marcou um gol em empate contra a Alemanha, na primeira fase. Ao lado do montenegrino Dejan Savićević e de outro sérvio, Dragoje Leković, foi o único a ter disputado mundiais pelas duas seleções da Iugoslávia, a pré e a pós-guerras de independência. Despediu-se da seleção após mais uma Eurocopa, a de 2000.

## Carreira como técnico
Foi presidente do Estrela Vermelha de julho de 2005 a outubro de 2007, quando renunciou. Fora o quinto e, até o momento, último jogador do clube a receber sua mais alta honraria, a Zvezdine Zvezda ("Estrelas do Estrela"). De 22 de janeiro de 2008 até 2013, foi técnico de seu ex-clube, o Nagoya Grampus.
Em 22 de outubro de 2009, Piksi, como é apelidado, acabou revivendo seus tempos de jogador durante um jogo do Campeonato Japonês ao marcar um gol de sua área técnica e acabou sendo ovacionado pela torcida do Nagoya. Mas o árbitro viu tudo e expulsou o sérvio do banco de reservas.

### Guangzhou R&F
Em 2016 começou a treinar o Guangzhou R&F, da China. Ficou no cargo até 2020.

## Títulos

### Como jogador
Red Star Belgrade
- Campeonato Iugoslavo: 1987–88, 1989–90
- Copa da Yugoslavia: 1989–90

Marseille
- Division 1: 1990–91

Olympique de Marselha
- Liga dos Campeões da UEFA: 1992–93

Nagoya Grampus
- Copa do Imperador: 1995, 1999

### Como técnico
Nagoya Grampus
- Campeonato Japonês: 2010
- Supercopa do Japão: 2011[2]